# Led Zeppelin (album)
Led Zeppelin je debutové eponymní studiové album skupiny Led Zeppelin, vydané v roce 1969. Spontánní album bylo natočeno za pouhých 30 hodin, v témže roce, kdy skupina vznikla. Jeho vliv působí až do dnešní doby. V žebříčku časopisu Rolling Stone The 500 Greatest Albums of All Time dosáhlo 29. příčky.
Na svém debutovém albu se Led Zeppelin podařilo vytvořit unikátní hudební zvuk, vycházející z bluesových základů, mísící jednoduché, snadno zapamatovatelné rytmy a složité kytarové konstrukce. Skladby "Zeppelínů" dokázaly nápaditě měnit dynamiku a tempo, což jim vtisklo punc jedinečnosti a povyšovalo jejich hudbu na něco víc než jen pouhý hlučný kytarový rock. To platí jak o tomto albu, tak o všech následujících. Největší pozornosti posluchačů se na tomto LP těší bluesově psychedelické songy "Dazed and Confused", "You Shook Me" a "I Can't Quit You Baby", to však neznamená, že by zbytek písní nějakým způsobem za nimi pokulhával. Právě naopak. Najdeme mezi nimi folkové melodie jako v základu písně "Babe I'm Gonna Leave You" či v Pagově intrumentálce "Black Mountain Side", našlapanou rockovku "How Many More Times", hymnickou "Your Time Is Gonna Come" nebo odvázané hard-rockové vypalovačky jako "Communication Breakdown" a "Good Times Bad Times". Vedle výborné hudby je bezesporu největším přínosem tohoto alba vytyčení zcela nového směřování hard-rocku a heavy-metalu. Právem bývá považováno za nejdůležitější debutovou desku, jaká kdy byla v dějinách rocku nahrána.
V Československu album vyšlo v roce 1982.

## Seznam skladeb
| Pořadí | Název                    | Autor                     | Délka |
| ------ | ------------------------ | ------------------------- | ----- |
| 1.     | Good Times Bad Times     | Bonham, Jones, Page       | 2:46  |
| 2.     | Babe I'm Gonna Leave You | Anne Bredon, Page, Plant  | 6:41  |
| 3.     | You Shook Me             | Willie Dixon, J.B. Lenoir | 6:28  |
| 4.     | Dazed and Confused       | Page                      | 6:26  |
| 5.     | Your Time Is Gonna Come  | Jones, Page               | 4:34  |
| 6.     | Black Mountain Side      | Page                      | 2:14  |
| 7.     | Communication Breakdown  | Bonham, Jones, Page       | 2:27  |
| 8.     | I Can't Quit You Baby    | Dixon                     | 4:42  |
| 9.     | How Many More Times      | Bonham, Jones, Page       | 8:28  |

## Sestava
Led Zeppelin
- Jimmy Page – akustická, elektrická a pedal steel kytara, doprovodný zpěv, produkce
- Robert Plant – zpěv, harmonika
- John Paul Jones – baskytara, varhany, klávesy, doprovodný zpěv
- John Bonham – bicí, tympány, doprovodný zpěv

Další
- Viram Jasani – tabla ve skladbě "Black Mountain Side"
- George Hardie – návrh obalu
- Glyn Johns – režie, mixáž